# Draba arctica
Draba arctica — вид трав'янистих рослин родини капустяні (Brassicaceae), який має розірване арктичне поширення у Ґренландії, Канаді й архіпелазі Шпіцберген.

## Таксономічні примітки
Draba arctica — декаплоїдний вид (2n = 80) у межах циркумполярної D. cinerea групи. D. arctica, D. cinerea, D. glabella, а також D. norvegica послідовно різні як на основі молекулярних маркерів, так і морфології.

## Опис
Це багаторічні поодинокі трав'янисті рослини. Базальний каудекс більш-менш гіллястий, від злегка до помірно вкритий залишками листя й утворює великі розетки, формуючи відкриті купини. Кожна розетка потенційно з одним квітковим стеблом без листя. Квіткові стебла висхідні, часто дуже короткі на початку цвітіння, 1–2 см, але сильно подовжуються під час і після цвітіння до 8–12, іноді 15–20 см, густо запушені. Добре розвинені рослини часто з 1–2 стебловими листками, які є цілими або рідко зубчастими. Листки чергові, сірувато-зелені або сірі (через запушення), до 20 × 8 мм, цільні або іноді зубчасті в добре розвинених рослин, оберненоланцетні або оберненояйцевиді, серединні жилки не опуклі. Верхня і нижня поверхня листя густо запушені.
Суцвіття — китиці, 5–15-квіткові, сильно подовжуються на стадії плодів іноді до 8–10 см. Квітконіжки 4–8 мм на стадії плодів, запушені. Квіти радіально симетричні з 4 вільними чашолистками й пелюстками. Чашолистки до 3,5 × 2 мм, еліптичні, сірувато-зелені, з від вузьких до помірних білими полями. Пелюстки 3.5–5 × 2–3 мм, в основному більш ніж удвічі довші чашолистків, злегка виїмчасті, білого кольору. Плоди — стручки 6–11 × 2.5–4 мм, сірувато-зелені, ланцетні або еліптичні, густо запушені. Насіння 10–12 у кожній комірці, пр. 1 × 0.8 мм, середньо-коричневого забарвлення.

## Відтворення
Статеве розмноження насінням; немає вегетативного розмноження. Немає спеціального пристосування до поширення насіння.

## Поширення
Північна Америка (Ґренландія, Нунавут — Канада), Європа (Шпіцберген — Норвегія). Вид часто повідомлявся з арктичної європейської частини Росії, але цьому ще немає підтвердження, через плутанину з кількома морфологічно подібними видами.
Населяє глиняні й гравійні площі, пляжі, вапнякові відслонення, осипи, узбіччя. Зростає найчастіше в бідно вкритих рослинністю областях на від добре дренованих до злегка вологих субстратах від приблизно нейтральної до основної реакції ґрунту (рН).